# Żonqor Point
Żonqor Point (maltesisch Ponta taż-Żonqor) ist der östlichste Punkt der Insel Malta und der Republik Malta. Er liegt am nördlichen Ende der Marsaskala Bay auf dem Gemeindegebiet von Marsaskala. In der Umgebung liegen Salzgärten, die Żonqor Point Salt Pans, in denen Meersalz gewonnen wird.
In der Nähe befand sich der Żonqor Tower, der elfte der dreizehn De Redin Towers.